# Senecio castanaefolius
Senecio castanaefolius là một loài thực vật có hoa trong họ Cúc. Loài này được DC. miêu tả khoa học đầu tiên năm 1837.